# Hôtel de ville de Clamart
L’hôtel de ville de Clamart est un bâtiment administratif se trouvant dans la ville de Clamart dans les Hauts-de-Seine.

## Historique

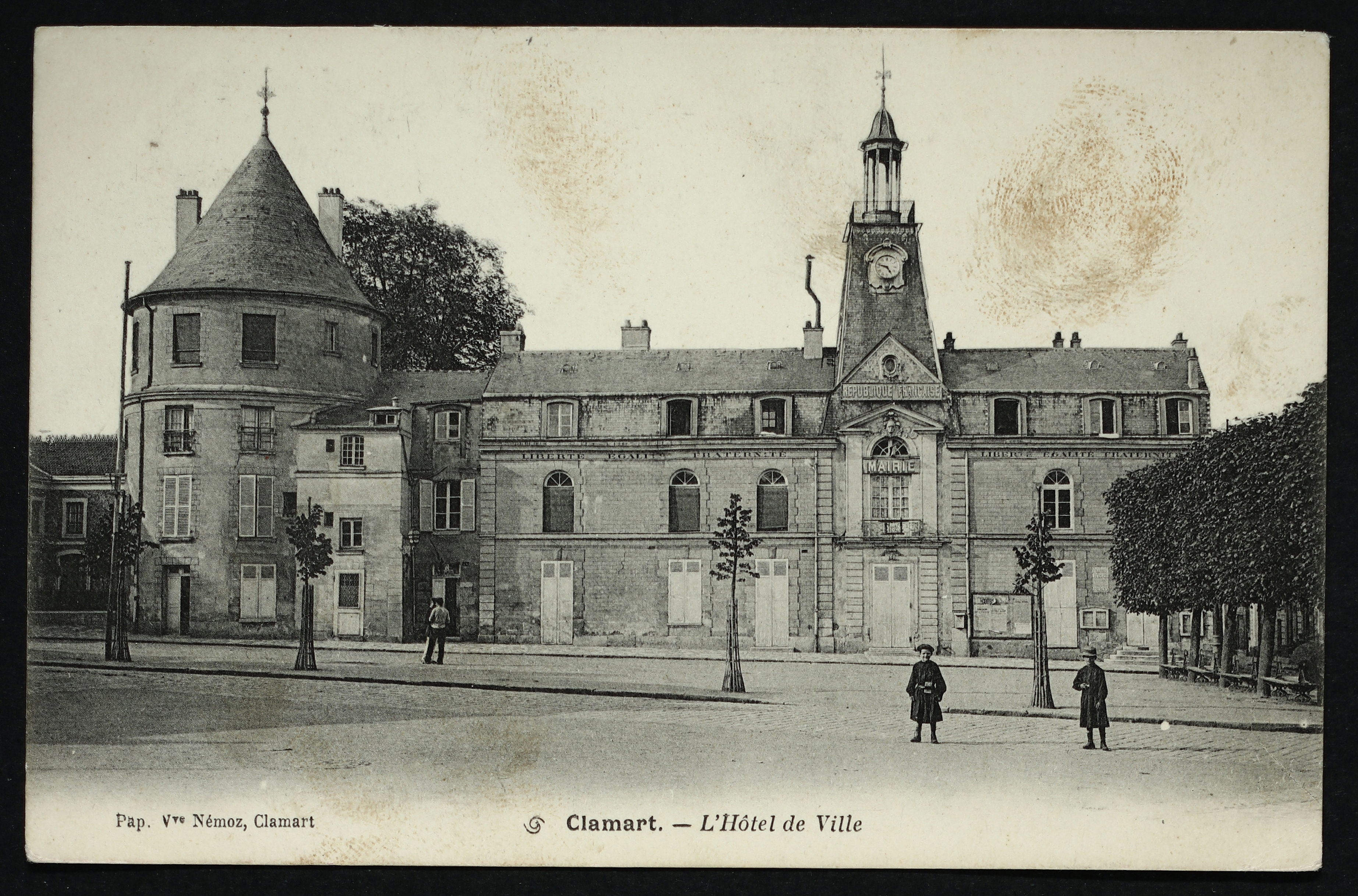
Carte postale - Clamart - L'hôtel de ville.

Cet édifice est le fruit de la réunion de trois bâtiments distincts. Ils sont assemblés lors de travaux entre 1919 et 1923, qui voient le campanile supprimé:
- Le château de Barral datant du XVIIe siècle, et acquis par la ville en 1842.
- Le colombier de Guillaume Desprez, acheté en 1863, et relié au bâtiment principal par un escalier d'honneur.
- Une maison bourgeoise du XVIIe siècle, achetée en 1894.

L'hôtel de ville est partiellement inscrit au titre des monuments historiques par arrêté des 10 avril 1929 (Fenêtre à tympan) et 2 février 1989 (Salle des Commissions ; salle des Mariages ; salle du Conseil).

## Description

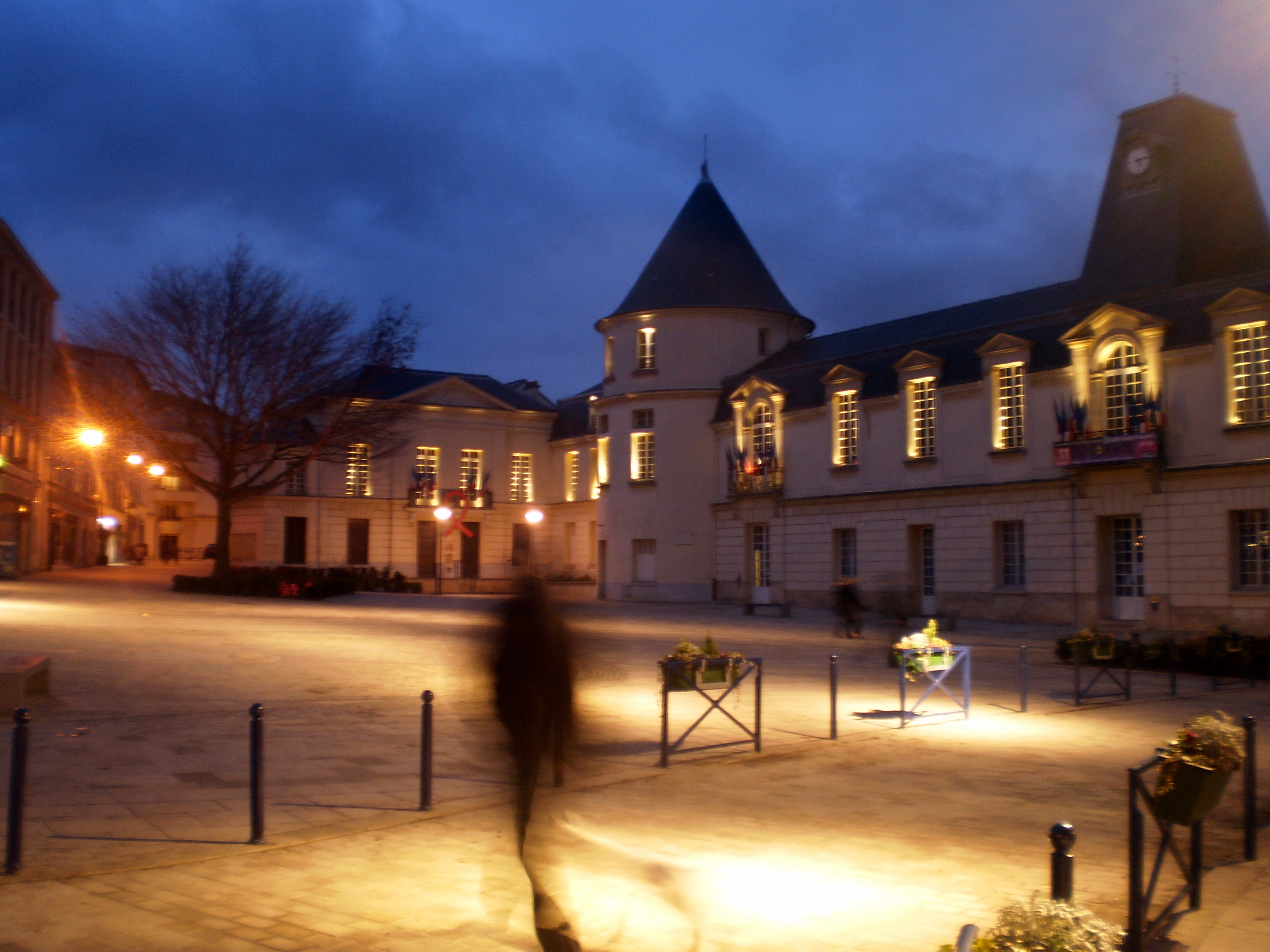
Mairie de Clamart le soir.

La tour qui lui est adjointe est un colombier datant d'au moins 1378, et qui en 1426, appartenait à Guillaume des Prez, grand fauconnier de France de Charles VI en 1418.
Les trois grandes salles de l'édifice arborent des peintures classées Monuments historiques. La salle du Conseil, au premier étage de l'ancien château, est le cœur du bâtiment. Elle est ornée d'un vitrail réalisé en 1989 d’après Jean Bazaine.
La salle des Commissions est décorée de peintures vénitiennes remarquables. Des peintures murales de style cubiste, œuvres de Jacques Céria dit Despierre sont posées au murs de la salle des Mariages, au premier étage du colombier.
La décoration du grand escalier est notamment une toile de Jean-Constant Pape représentant une roue de carrier, rappel du passé industriel de la ville.

## Galerie
